# Бетлемская пещера
Бетлеми (груз. ბეთლემი — Вифлеемская пещера, по аналогии с Пещерой Рождества) — пещера, расположенная на массиве вершины Казбек (груз. მყინვარწვერი) в Грузии, на высоте около 4100 метров над уровнем моря. Вход в пещеру высечен в красной андезитовой отвесной скале на высоте 350—400 метров от основания.

## История
Первое упоминание о пещере содержит грузинская летопись «Картлис Цховреба», согласно которой сто молодых воинов-хевсуров укрыли от надвигающихся войск Тамерлана в этой пещере сокровища казны царицы Тамары, и, опасаясь разглашения тайны, закололи друг друга.
Высеченную в высоких скалах Казбека пещеру в XVIII веке упоминал и грузинский учёный-историк царевич Вахушти Багратиони в «Географии Грузии»:

В скале Мкинвари, весьма высокой, высечены пещеры, и называют их Бетлеми подъём туда труден: ибо с пещеры спущена железная цепь и по ней взбираются. Говорят, что там находится колыбель господа и шатёр Авраама, стоящий без столбов, без верёвки, (сказывают) и о других чудесах, но я умалчиваю о них. Под ними имеется монастырь, высеченный в скале (эта) ныне в пусте.

Местные жители считают это место пределом святого Георгия, откуда он приходит на помощь людям.
Пещера является частью исторического высокогорного монастырского комплекса у подножья горы Мкинварцвери (Казбек) — верхняя часть хребта, ведущего к Гергетскому леднику, также именуется Бетлемской горой. В исторических сведениях имеются упоминания о церкви святой Нины на высокогорных отрогах вершины Мкинварцвери.
Пещера с цепью у входа, как пристанище монаха, описана и в поэме Ильи Чавчавадзе «Отшельник».

## Открытие пещеры
В записях своего дневника альпинист Леван Суджашвили в 1947 году отметил, что на скале к северо-востоку от вершины Казбека увидел пещеру с железными воротами и спускающейся цепью.
В январе 1948 года группа альпинистов под руководством Александры Джапаридзе исследовала пещеру, обнаружив у входа свисающую металлическую цепь длиной 5,5 метров. Пещера имела куполообразный свод, закругленные стены и вымощенный четырёхугольными плитами пол. В ней был обнаружен церковный престол, средневековая церковная утварь, церковное знамя, датируемое X—XI веками, монеты XV—XVIII веков и прочие предметы. По мнению группы исследователей, последние посетители покинули пещерный храм около 100 лет назад. В краеведческом музее им. Александра Казбеги хранятся ворота пещеры Белеми.
Неподалёку от пещеры были обнаружены высеченные в скале кельи монахов, могильная плита, каменный крест и столб.
Эти находки привели к заключению, что пещера является древнейшим высокогорным пещерным храмом христиан, а сам монашеский комплекс датирован VI—VII веками.